# Die rote Zora und ihre Bande (Fernsehserie)

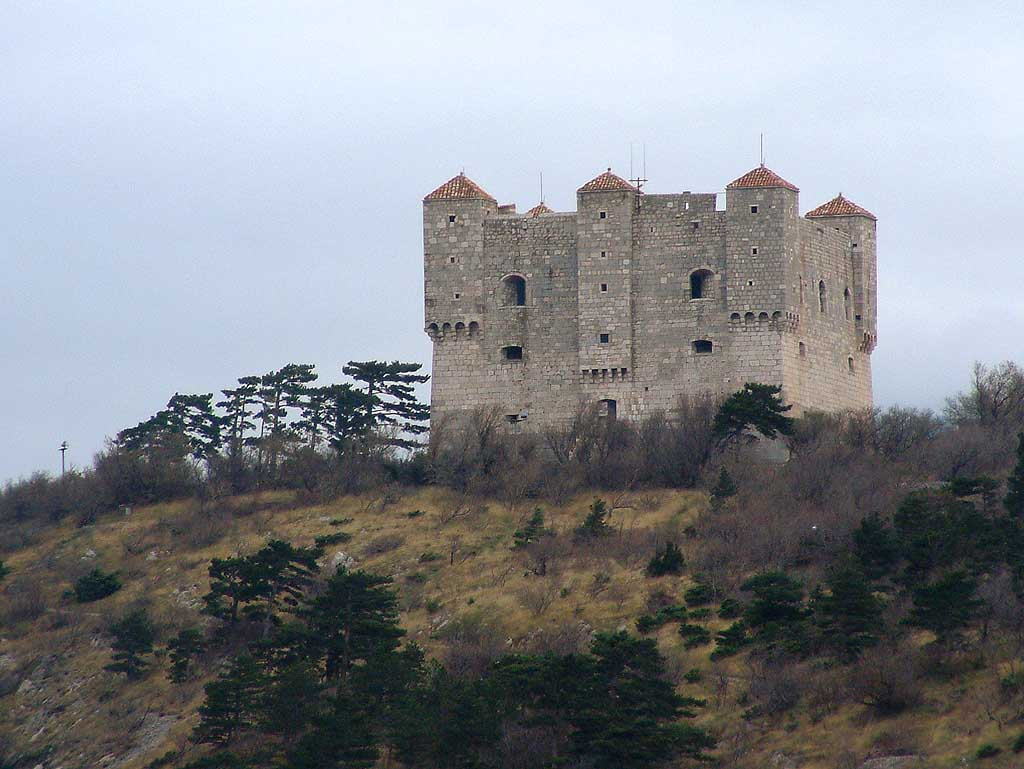
Die Festung Nehaj ist der Unterschlupf der Uskoken

Die rote Zora und ihre Bande ist eine 13-teilige Fernsehserie aus dem Jahr 1979. Sie basiert auf dem Roman Die rote Zora und ihre Bande von Kurt Held und wurde als deutsch-schweizerisch-jugoslawische Koproduktion gedreht und ausgestrahlt. Regisseur und Mitautor des Drehbuches war Fritz Umgelter, der sich neben dem Romantext auf die Arbeiten von Bora Ćosić und Rainer Söhnlein stützte. Die Episoden wurden hauptsächlich in der kroatischen Stadt Senj gedreht.
2008 erschien der ebenfalls auf dem Roman basierende Kinofilm Die Rote Zora.

## Handlung
Im kroatischen Küstenstädtchen Senj schließen sich am Rand der Gesellschaft lebende Waisenkinder unter der Führung eines Mädchens zusammen, das wegen ihrer roten Haare rote Zora genannt wird. Die Bürger der Stadt behandeln die  mittellosen Kinder wie Ausgestoßene. Wilde Streiche sind die Reaktionen der Truppe. Um zu überleben, werden die Kinder zwar kriminell, doch innerhalb ihrer Gemeinschaft halten sie sich an feste Regeln. Ihr oberstes Gebot heißt Solidarität. Sie selbst nennen sich Uskoken. Der Einzige, der sich mit ihnen verbunden fühlt, ist der alte Fischer Gorian. Ihm helfen die Kinder, sich gegen die großen Fischfanggesellschaften durchzusetzen.

## Hörspielfassung
Im Jahr 1979 erschien bei Intercord eine dreiteilige Hörspielfassung auf Schallplatte, die auf dem Soundtrack der Fernsehserie basierte. Es handelte sich um eine Produktion der Tele-Norm-Film GmbH und der INMUS. Die Texte stammten von Fritz Umgelter und Matthias Deyle. Die Musik stammte von Rolf Unkel, die Titelmusik von Christian Bruhn. Mitwirkende Sprecher: Inez Günther (Zora), Klaus Höhne (Ristic), Suzanne Doucet, Uwe Falkenbach (Begovic), Thomas Braut, Holger Ungerer, Erich Schleyer (Dordevic), Imo Heite (Curcin), Edgar Mandel, Sabina Trooger (Branko), Matthias Deyle, Hannes Kaetner (Ringelnatz), Christina Hoeltel und Benno Sterzenbach (Gorian), Gernot Duda (Förster), Erich Ebert (Papagei). Die einzelnen Teile des Hörspiels Die rote Zora waren
LP 1: Branko kommt zur Bande; Der Fischer Gorian
LP 2: Flucht in die Berge; Von Hexen, Fischen und Gespenstern
LP 3: Der Fisch der zum Hund wird; Die Uskoken sind tot – es leben die Uskoken.